# 文王 (周)
文王（ぶんおう、ぶんのう、紀元前12世紀 - 紀元前11世紀ごろ）は、中国殷代末期の周国の君主。姓は姫（き）、諱は昌（しょう）。在世時の爵位から「西伯」「西伯侯」「西伯昌」とも呼ばれ、『尚書』では「寧王」とも呼ばれる。
殷の紂王に対する革命戦争（牧野の戦い）の名目上の主導者であり、周王朝を創始した武王や周公旦の父にあたる。後世、とりわけ儒教においては、武王や周公旦と合わせて、模範的・道徳的な君主（聖王）の代表例として崇敬される。中国戦国時代の儒学者である孟子は『孟子』において、「舜は諸馮に生まれて負夏に移り、鳴條で亡くなった東夷の人である。文王は岐周に生まれ、畢郢に死した西夷の人だ」として、舜は「東夷」の人、文王は「西夷」の人であると述べている。

## 略歴
父は季歴、母は太任。弟に虢仲と虢叔がいる。祖父は古公亶父。伯父は太伯と虞仲。先祖（姫氏）は代々、周の地を統治するとともに、殷（商）を宗主国として臣従し三公の地位を授かっていた。
父の死後、周国を受け継いだ姫昌（文王）は、首都を岐山の麓（現在の陝西省宝鶏市岐山県）から、渭河の支流である灃河西岸の豊邑（現在の陝西省西安市、すなわち後の長安近郊）に移し、仁政を行ってこの地を豊かにしていた。
一方で同時代の殷王は、暴君の代名詞として知られる紂王だった。あるとき、姫昌と同じ三公の地位にある九侯と鄂侯が、紂王の不興を買って酷刑に処される（肉体を切り刻まれて塩漬け肉や干し肉にされる）という事件が起きた。この事件を受けて姫昌は嘆息したが、そのことが崇侯虎に讒言されてしまう。讒言を受けた紂王によって、姫昌は羑里の地に幽閉される。
幽閉中、一説によれば、人質だった長男の伯邑考が煮殺され、その死肉を入れた羹を供されたとされる。また、儒教の教説によれば、このとき周易の基本部分を作ったとされる。最終的には、財宝と領地を献上することで釈放され、同時に「西伯」（殷の西部を統括する諸侯）の爵位を授かった。
釈放された姫昌は、紂王の敵視を警戒しつつ、周国で仁政を再開した。あるとき、虞と芮という小国の間で紛争が発生した。両国の君主は紛争の調停を求めて、ともに周国を訪問した。そこで両国の君主が目にしたのは、農民が互いに畦道を譲り合い、若者が老人に道を譲って孝行するという、平和な共同体の姿だった。これを見た両国の君主は、自分たちが争っていたことを恥じ、ついには姫昌に面会することなく帰国し、紛争を止めた。
紂王の暴虐に見切りを付けた諸侯は、次第に姫昌を頼るようになるが、当の姫昌は最期まで決起することなく、諸侯達を引き連れて紂王に降伏し、殷（商）の臣下であり続けた。内々では姫昌は、そのような仁政と並行して、対外戦争によって版図を広げる。軍師として呂尚（太公望）を迎え、北方遊牧民族の犬戎・密須や、近隣の方国の盂国を立て続けに征伐。晩年には、宿敵である崇侯虎を征伐し、その領地である崇国を併呑した。
姫昌が老齢で没して間もなく、後を継いだ息子の姫発（武王）は父に「文王」と諡し、諸侯を率いて革命戦争を起こす。このとき、革命の主導者は自分ではなく亡き父であるとして、戦車に文王の木主（位牌）を乗せ、自分は太子と名乗って出陣した。

## 評価・影響
儒教においては、東周時代（春秋戦国時代）の儒家が一時代前の西周時代を模範とみなし、周王朝にまつわる書物（五経）を経典としたことから、文王は武王や周公旦と合わせて崇敬され、『論語』や『孟子』以来頻繁に言及されてきた。とりわけ、暴君紂王に対して革命を起こしたという文王・武王の英雄的事績は、同じく暴君である夏の桀王に対して革命を起こした殷の湯王の事績に結び付けられる。一方で、湯王・武王が反逆を実行したこと（湯武放伐）とは対照的に、文王は反逆を実行することなく最期まで臣下であり続けたという点から、儒教の教義である名分論・尊王論・忠義観の根本を問う論題としてしばしば俎上に載せられる。武王を諌めて餓死した伯夷・叔斉の運命を「天道是か非か」と嘆じた司馬遷の『史記』はその嚆矢であり、後には幽閉中の文王について歌った韓愈の『拘幽操』詩、それに対する江戸時代の朱子学者山崎闇斎と、その門弟の佐藤直方・浅見絅斎・三宅尚斎たち（崎門学派）の議論が知られている。
儒教による崇敬から派生して、文王は民間信仰の対象にもなる。明代の小説『封神演義』では、呂尚（太公望）に次ぐ主人公格の登場人物として描かれる。
21世紀においては、劉慈欣によるSF小説『三体』で、劇中劇の登場人物の一人として象徴的に描かれる。

## 妻子

### 妻
- 太姒
- 十一男以降の母

### 子
- 長男　　伯邑考
- 次男　　武王
- 三男　　管叔鮮
- 四男　　周公旦
- 五男　　蔡叔度
- 六男　　曹叔振鐸
- 七男　　成叔武
- 八男　　霍叔処
- 九男　　康叔封
- 十男　　冉季載
- 十一男　郜叔
- 十二男　雍伯
- 十三男　毛叔鄭
- 十四男　滕叔繡
- 十五男　畢公高
- 十六男　原伯
- 十七男　酆侯
- 十八男　郇侯葡
- 十九男　頼叔穎